# Sven Fridolfsson
Sven Fridolfsson född 1963 i Boliden är en svensk saxofonist och kapellmästare i Himlaväsen. Han är även dirigent i Lutherska missionskyrkans kör tillsammans med Johanna Fridolfsson.
Fridolfsson medverkade under senare delen av 1980-talet med saxofon på flera av musikgruppen Salt:s skivor, och har medverkat på skivor med artister som Galenskaparna och After Shave, Per-Erik Hallin, Roland Utbult, Jan Groth(no), Edin-Ådahl med flera.